# Condado de Scioto
O Condado de Scioto é um dos 88 condados do estado americano de Ohio. A sede do condado é Portsmouth, e sua maior cidade é Portsmouth. O condado possui uma área de 1 596 km² (dos quais 4 km² estão cobertos por água), uma população de 79 195 habitantes, e uma densidade populacional de 50 hab/km² (segundo o censo nacional de 2000). O condado foi fundado em 1803.